# Aviación Nacional
L'Aviación Nacional, indicata anche come Fuerza Aérea Nacional, è stata la denominazione dell'aeronautica militare della Spagna nazionalista dal 1936 al 1939 a supporto delle truppe nazionaliste guidate da Franco.
Si evolse poi durante la dittatura franchista come Ejército del Aire.

## Storia
Alcuni piloti dell'aviazione delle Fuerzas Aéreas de la República Española facenti parte dell'esercito e della Marina, allo scoppio della guerra civile spagnola il 17 luglio 1936 si rivoltarono e appoggiano l'alzamiento militare. 

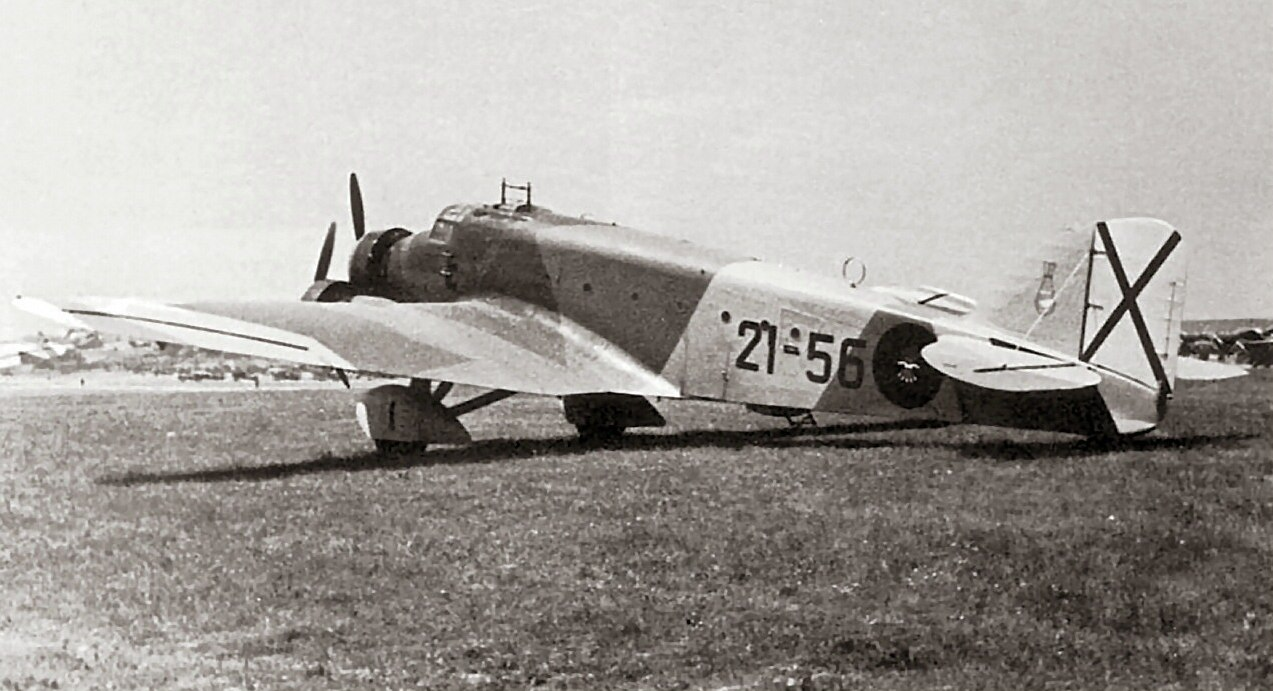
Un SM 81 dell'Aviación Nacional nel 1936

Questo provocò l'istituzione una forza aerea nazionalista, l'Aviación Nacional, con 90 dei 400 aerei che facevano parte della flotta. 
Fu presto integrata con aeromobili provenienti dalla Germania (Heinkel He 51) e dall'Italia (Fiat C.R.32 e Savoia Marchetti S.M.79 e S.M.81).
Ottenne poi l'appoggio di corpi volontari provenienti da Germania (Legione Condor) e Italia (Aviazione Legionaria) che combatterono nelle file nazionaliste, formando anche nuovi piloti della neocostituita forza aerea.
Alla fine della guerra nell'aprile 1939 contava su circa 600 velivoli, tra i quali 136 Messerschmitt Bf 109, 93 Heinkel He 111, 63 Junkers Ju 52, 350 Fiat C.R.32, 100 Savoia-Marchetti S.M.79 e 64 Savoia-Marchetti S.M.81.
Alla fine del 1939 cambiò denominazione in Ejército del Aire, divenendo una delle forze armate del Rregime franchista.

## Velivoli
- Nieuport-Delage NiD-52: principale monoposto da caccia in servizio nell'aviazione della repubblica spagnola prima della ribellione. I nazionalisti poterono operare nelle prime settimane di scontri con un numero limitato di questo antiquato sesquiplano, opposto a velivoli repubblicani del medesimo tipo.
- Heinkel He 51: biplano da caccia tedesco, costituì un aiuto prezioso, sebbene fosse inferiore ai pari classe di fabbricazione sovietica. Fu ampiamente utilizzato dalle squadriglie spagnole.
- Breguet XIX: questo antiquato bombardiere leggero-ricognitore di origine francese venne impiegato dai ribelli nazionalisti nella primissima fase delle operazioni, fino all'arrivo dei ben più moderni velivoli italiani e tedeschi.
- FIAT C.R.32: il caccia italiano costituì la vera ossatura dell'aviazione nazionalista, sino ad acquistare una fama quasi leggendaria. Oltre che dal numero di esemplari forniti (il più elevato in assoluto del conflitto) il biplano Fiat fu effettivamente avvantaggiato rispetto agli avversari dalle armi più affidabili e di maggiore calibro, e certamente dal miglior addestramento dei piloti.
- IMAM Ro.37bis: robusto biplano da ricognizione e appoggio tattico, venne utilizzato con successo da diverse squadriglie spagnole. Alcuni esemplari vennero modificati "sul campo" come monoposto per essere utilizzati come caccia, a dispetto delle generose dimensioni.
- Heinkel He 112: moderno monoplano da caccia tedesco, venne sperimentato dalla Legione Condor.
- Messerschmitt Bf 109: sperimentato in tutte le varianti iniziali fino alla E (la prima di grande produzione che servì nella Seconda Guerra Mondiale), non aveva rivali fra gli avversari e permise ai piloti tedeschi della Legione Condor di affinare la tattica di combattimento basata sulla formazione  Rotte-Schwarm (o "quattro dita").
- Fiat G.50: al pari dell'He 112, venne sperimentato in Spagna con un limitato numero di macchine, armando una sola unità che a quanto pare non ebbe impiego operativo durante il conflitto.
- Heinkel He 59: grosso e antiquato idrovolante, ottenne successi inaspettati e clamorosi come bombardiere contro il traffico navale repubblicano.
- Junkers Ju 52: il celebre trimotore tante Ju tuttofare, venne impiegato come bombardiere e trasporto (permise di realizzare un vero e proprio ponte aereo, il primo del genere, per trasferire le truppe di Franco dal Marocco alla Spagna). Efficientissimo in ogni occasione, risultava però troppo lento e quindi una delle prede maggiormente ambite dalla caccia repubblicana.
- Savoia-Marchetti S.M.81: primo aiuto di Mussolini ai nazionalisti, venne impiegato con successo per tutto il conflitto come bombardiere tattico, affiancando il più veloce e moderno S.M.79.
- Savoia-Marchetti S.M.79: principale bombardiere fornito in aiuto ai nazionalisti, impressionò per la sua velocità e robustezza, risultando non intercettabile dalla maggioranza dei caccia repubblicani. Il Rata, che era in grado di raggiungerlo e intercettarlo, aveva spesso difficoltà a infliggergli seri danni a causa dell'armamento troppo leggero.
- Dornier Do 17: uno dei primi bombardieri moderni tedeschi, nelle varianti E e F la "matita volante", fu sperimentato ampiamente in Spagna.
- Junkers Ju 86: bimotore da bombardamento e ricognizione, venne sperimentato in Spagna ma non ebbe seguito operativo con la Luftwaffe.

## Distintivi ottici di riconoscimento
Il simbolismo di riconoscimento applicato alla flotta aerea era basato sulle coccarde posizionate sulle superfici superiore ed inferiore delle ali e da un distintivo di coda posizionato sul timone. Il primo era costituito da un cerchio completamente nero, personalizzato in seguito con simboli bianchi che andavano da una semplice croce a disegni che facevano riferimento ai comandanti delle squadriglie della Legione Condor e dell'Aviazione Legionaria. Il distintivo di coda riproduceva una semplice croce nera in campo bianco, rimasta anche nell'adozione dei definitivi colori del successivo Ejército del Aire.